# Nhót Loureiroi
Nhót Loureiroi (danh pháp khoa học: Elaeagnus loureiroi) là một loài thực vật có hoa trong họ Elaeagnaceae. Loài này được Champ. mô tả khoa học đầu tiên năm 1853.